# Marks & Spencer
Marks & Spencer plc, anche conosciuta come M&S, è una multinazionale britannica con sede a Londra che si occupa di vendita al dettaglio. È quotata nella Borsa di Londra nell'indice FTSE 100. Nel 1998 fu la prima compagnia britannica legata alla vendita al dettaglio ad avere un risultato ante imposte superiore a 1 miliardo di sterline.
Fondata a Leeds nel 1884 da Michael Marks e Thomas Spencer, è specializzata nella vendita al dettaglio di prodotti per l'abbigliamento, accessori e alimentari di lusso. Ha 852 negozi nel Regno Unito, 52 in India, 48 in Egitto, 37 in Russia, 27 in Grecia, 17 in Irlanda, 14 in Francia, 11 in Polonia, 6 in Finlandia e Ungheria e 5 in Spagna.

## Storia

### I primi anni
L'azienda è nata da una collaborazione tra Michael Marks, un ebreo polacco originario di Slonim (all'epoca nell'Impero russo, oggi in Bielorussia; la sua era una famiglia polacca che viveva a Slonim nello status di rifugiata), e Thomas Spencer, un cassiere della cittadina di Skipton nel North Yorkshire. Trasferitosi in Inghilterra, Marks inizio a lavorare per la Barras, una società di Leeds che si occupava di dare lavoro ai rifugiati politici. Nel 1884, alla ricerca di un nuovo impiego, Marks incontra Isaac Jowitt Dewhirst che gli presterà 5 sterline al fine di poter aprire una bancarella al mercato di Kirkgate Market, a Leeds. Dewhirst insegnerà a Marks anche un po' di inglese. Il contabile di Dewhirst era invece Tom Spencer, la cui seconda moglie, Agnes, aiuterà Michael Marks a migliorare con la nuova lingua. Nel 1894, quando Marks acquistò una bancarella permanente nel mercato coperto di Leeds, invitò Thomas Spencer a diventare suo partner.
Nel 1901 Marks e Spencer iniziarono la collaborazione e decisero di spostare la loro bancarella nel mercato aperto di Birkenhead. Nel 1903 vennero assegnati loro gli stalli 11 e 12 nel corridoio centrale, dove aprirono il famoso Penny Bazar che vi rimase fino al 24 febbraio 1923.
Gli anni successivi videro le bancarelle di Michael Marks e Thomas Spencer aprire molte sedi in tutto il nord-ovest dell'Inghilterra e spostare la bancarella originale, rinominata Leeds Penny Bazaar al 20 di Cheetham Hill Road a Manchester.

### La crescita
Marks and Spencer si costruì una solida reputazione nei primi anni del XX secolo, decidendo di vendere solo prodotti originari del Regno Unito ed entrando in relazione con i produttori britannici, proponendoli al mercato sotto il marchio St. Michael (che è stato introdotto nel 1928 in onore del cofondatore Michael Marks). Innovativa fu anche la politica di restituzione dei prodotti a cui venivano dati ai clienti i rimborsi completi se veniva mostrata la ricevuta.
Nel 1950, quasi tutte le merci venivano vendute con il marchio St Michael, eccezion fatta per i prodotti di lingerie, gli abiti femminili e le uniformi scolastiche delle bambine invece, adottarono inizialmente il marchio St. Margaret. 
M&S iniziò la sua espansione internazionale intorno al 1973, quando nei negozi del gruppo si iniziò a vendere il cibo asiatico. Nel giro di quattro anni venne aperto anche il primo negozio in Irlanda e i primi nell'Europa continentale.
Nel 1973 M&S decise di ampliarsi in Canada e nel giro di pochi anni aveva 46 negozi in tutto il paese. Nonostante i vari sforzi per migliorare la sua immagine, la catena non è mai riuscita a costruirsi un'immagine solida, riuscendo a soddisfare solo gli anziani e gli immigrati inglesi. I negozi in Canada erano comunque più piccoli dei punti vendita britannici, e non vendevano gli stessi prodotti. Nel 1990 alcuni negozi non redditizi vennero chiusi ma i restanti vennero ammodernati. Tuttavia, le attività canadesi continuarono perdere soldi e gli ultimi 38 negozi vennero chiusi nel 1999.
L'espansione in Francia iniziò nel 1975 con l'apertura di un negozio in Boulevard Haussmann a Parigi e un negozio a Lione, seguiti da un secondo negozio a Parigi nel 1977. L'espansione francese così come quella in Belgio proseguì fino al 1980. Anche se i negozi parigini erano redditizi, il funzionamento del marchio nell'Europa occidentale non era così brillante, tant'è che nel 2001 vennero complessivamente venduti 18 negozi. Tuttavia, nel mese di aprile 2011, M&S cambiò strategie decidendo di vendere all'interno dei suoi negozi non solo l'abbigliamento, ma anche il cibo di qualità. Inoltre M&S decise di aprire diversi negozi esclusivamente di alimentari in tutta la capitale francese. Il primo venne inaugurato il 24 novembre 2011 presso la Champs-Élysées.
Nel 1988, M&S acquistò la Brooks Brothers, un'azienda di abbigliamento americana, e la Kings Super Markets, una catena alimentare degli Stati Uniti.
Nel 2016 Marks & Spencer ha stretto un accordo con Zalando al fine di vendere attraverso il sito i prodotti di lingerie e abbigliamento per bambini in Germania, Francia, Belgio, Paesi Bassi e Austria.

## Distribuzione di punti vendita
Oltre agli 852 punti vendita dislocati in tutto il Regno Unito, Marks & Spencer è presente anche in diversi paesi dell'Europa, dell'Africa e dell'Asia. In Australia e Nuova Zelanda, invece, vende esclusivamente online.
Africa
- Egitto: 4
- Libia: 2
- Marocco: 1

Asia
- India: 52
- Turchia: 48
- Filippine: 24
- Hong Kong: 24
- Arabia Saudita: 22
- Thailandia: 17
- Emirati Arabi Uniti: 13
- Indonesia: 11
- Cina: 10
- Singapore: 9
- Malaysia: 7
- Corea del Sud: 4
- Kazakistan: 4
- Kuwait: 3
- Bahrein: 2
- Giordania: 2
- Macao: 2
- Qatar: 2
- Armenia: 1
- Georgia: 1
- Oman: 1
- Pakistan: 1

Europa
- Regno Unito: 852
- Russia: 37
- Grecia: 27
- Rep. Ceca: 20
- Irlanda: 17
- Francia: 14
- Cipro: 13
- Polonia: 12
- Ucraina: 10
- Slovacchia: 8
- Finlandia: 6
- Romania: 6
- Ungheria: 6
- Croazia: 5
- Spagna: 5
- Malta: 4
- Bulgaria: 3
- Estonia: 2
- Paesi Bassi: 2
- Azerbaigian: 1
- Belgio: 1
- Gibilterra: 1
- Guernsey: 1
- Jersey: 1
- Lettonia: 1
- Lituania: 1
- Montenegro: 1
- Norvegia: 1
- Slovenia: 1